# Irmandade da Misericórdia
A Irmandade da Misericórdia é uma confraria de leigos católicos. Originada em Florença entre 1240 e 1350. No século XV é criada a primeira irmandade da Misericórdia em Portugal e levada às colônias portuguesas. Distinguiu-se das demais irmandades por promover não somente a devoção religiosa, mas também a assistência social. A bandeira das Misericórdias representa a igualdade com que Nossa Senhora acolhe a todos em seu manto.

## História
A primeira irmandade da Misericórdia foi fundada em Lisboa, em 15 de Agosto de 1498, pelo trinitario frei Miguel de Contreras, com o apoio da rainha D. Leonor de Viseu. Esta confraria tinha um estatuto próprio, com finalidades religiosas e assistenciais. A participação nesta irmandade dava aos seus membros benefícios espirituais, ao mesmo tempo em que, através da sua esmola e doações, participavam na melhoria das condições de vida social.

## As Misericórdias no Brasil
A primeira Irmandade da Misericórdia foi fundada por Brás Cubas na capitania de São Vicente, em Santos, para atender às necessidades da recém-fundada aldeia, ainda sem nenhuma organização social. Elas irão proliferar nas principais cidades brasileiras no século XVI. A exemplo das irmandades da Misericórdia da Coroa portuguesa, fundaram os hospitais da Santa Casa da Misericórdia, para atender os pacientes sem recursos ou recém-chegados ao Brasil.

## Bibiografia
- Azzi, Riolando (1983): "A instituição eclesiástica durante a primeira época colonial", em: História da Igreja no Brasil, (3a edição), Edições Paulinas/Vozes, Petrópolis, Brasil.